# Nearcha anemodes
Nearcha anemodes är en fjärilsart som beskrevs av Oswald Beltram Lower 1902. Nearcha anemodes ingår i släktet Nearcha och familjen mätare. Inga underarter finns listade i Catalogue of Life.